# K̑
Cette page contient des caractères spéciaux ou non latins. S’ils s’affichent mal (▯, ?, etc.), consultez la page d’aide Unicode.
K̑ (minuscule : k̑), ou K brève inversée, est un graphème utilisé dans la transcription du proto-indo-européen et dans la romanisation du l'alphabet arabe. Il s'agit de la lettre K diacritée d'une brève inversée.

## Utilisation
En linguistique comparée, le k brève inversée ‹ k̑ › est utilisé pour transcrire une consonne occlusive palatale sourde [c] de l’indo-européen commun.

## Représentations informatiques
Le K brève inversée peut être représenté avec les caractères Unicode suivants :
- décomposé (latin de base, diacritiques) :

| formes    | représentations | chaînes de caractères | points de code | descriptions                                          |
| --------- | --------------- | --------------------- | -------------- | ----------------------------------------------------- |
| majuscule | K̑               | K◌̑                    | U+004B U+0311  | lettre majuscule latine k diacritique brève renversée |
| minuscule | k̑               | k◌̑                    | U+006B U+0311  | lettre minuscule latine k diacritique brève renversée |